# Gaulsheim
Gaulsheim ist ein Stadtteil der Stadt Bingen am Rhein im Landkreis Mainz-Bingen in Rheinland-Pfalz.
Der Ort liegt östlich der Kernstadt Bingen am Rhein. Unweit nördlich fließt der Rhein, am südlichen Ortsrand verlaufen die Landesstraße L 419 und die A 60. Nördlich erstreckt sich das 338 ha große Naturschutzgebiet Fulder Aue–Ilmen Aue.

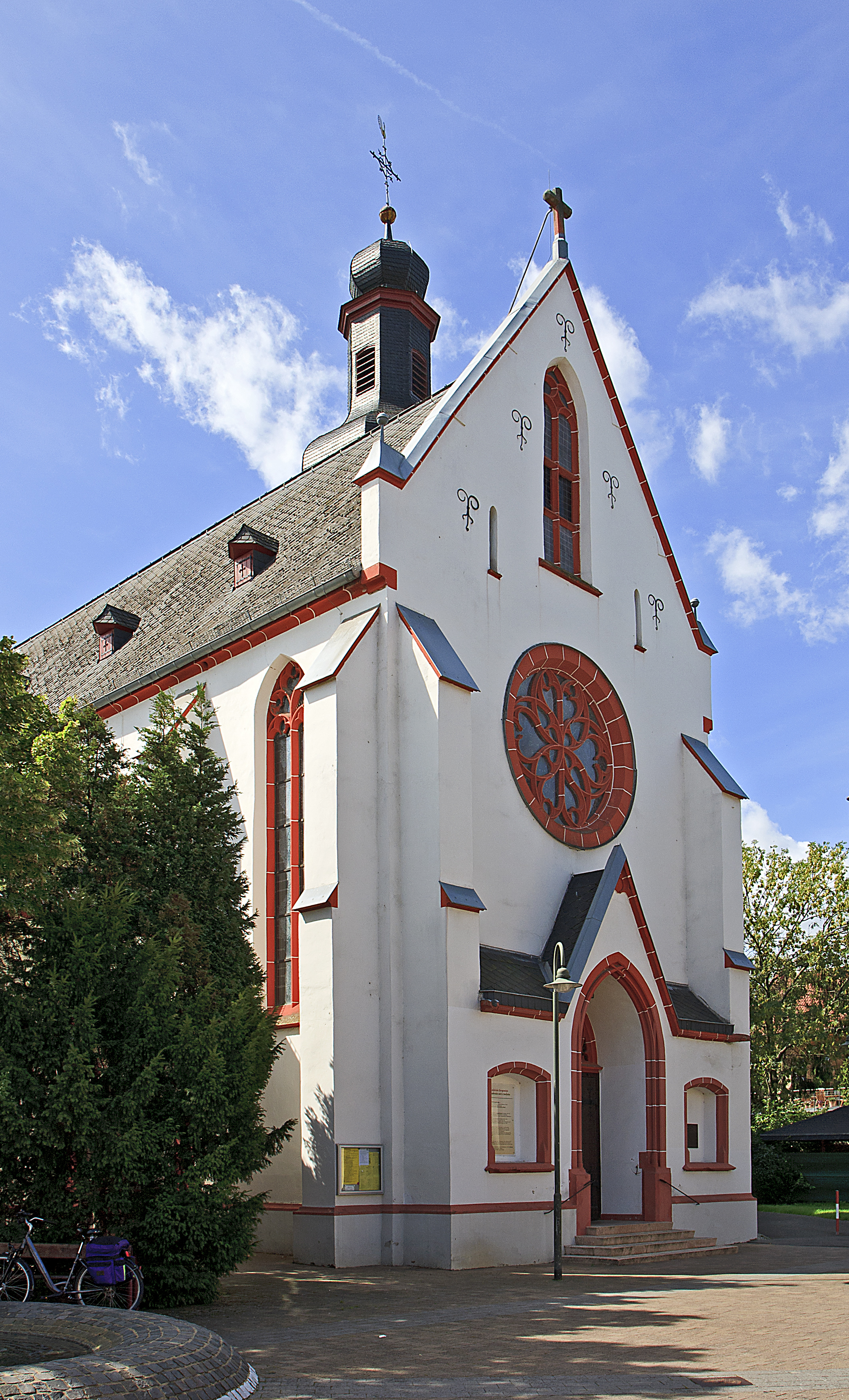
Kirche St. Pankratius und St. Bonifatius

## Geschichte
Die älteste erhaltene Erwähnung von Gaulsheim, als Guileubisheim, stammt von 770 und findet sich in einer Schenkungsurkunde an das Kloster Lorsch. Im 12. Jahrhundert wurde die Kirche St. Pankratius und St. Bonifatius gebaut, der heutige Bau 1899 errichtet.

Nach der Einnahme des linken Rheinufers durch französische Revolutionstruppen wurde die Region 1793 von Frankreich annektiert. 
 Verzögert durch die Koalitionskriege wurde die Annexion erst nach 1797 konsolidiert, Gaulsheim gehörte ab 1798 zum Département Donnersberg und dem dortigen Kanton Bingen. Gerichtlich war im Bereich des Kantons für die Zivilgerichtsbarkeit das Friedensgericht Bingen zuständig, für die Angelegenheiten der freiwilligen Gerichtsbarkeit bestanden Notariate.
Aufgrund 1815 auf dem Wiener Kongress getroffener Vereinbarungen und eines 1816 zwischen dem Großherzogtum Hessen (Hessen-Darmstadt), Österreich und Preußen geschlossenen Staatsvertrags kam die heutige Region Rheinhessen – und damit auch Gaulsheim – zum Großherzogtum Hessen, das dieses neu erworbene Gebiet als Provinz Rheinhessen organisierte. Nach der Auflösung der Kantone in der Provinz 1835 lag Gaulsheim im neu errichteten Kreis Bingen.
Das bis dahin für Gaulsheim zuständige Friedensgericht Bingen wurde 1879 aufgelöst und durch das Amtsgericht Bingen ersetzt.
Die einst selbständige Gemeinde wurde am 1. April 1939 nach Bingen eingemeindet.
Nach dem Zweiten Weltkrieg wurde Rheinhessen Teil der französischen Besatzungszone und kam dann 1946 zum damals neu gebildeten Bundesland Rheinland-Pfalz.

## Sehenswürdigkeiten
In der Liste der Kulturdenkmäler in Bingen am Rhein sind für Gaulsheim sieben Einzeldenkmale und eine Denkmalzone aufgeführt.

## Verkehrsanbindung
Gaulsheim liegt an der Bundesautobahn 60, die über die im Nachbarstadtteil Kempten liegende Anschlussstelle Bingen-Ost erreichbar ist.
Im öffentlichen Personennahverkehr besitzt der Stadtteil einen Haltepunkt an der linken Rheinstrecke. Hier halten Regionalbahnen der Linie RB 26 zwischen Köln und Mainz. Darüber hinaus ist Gaulsheim mit den Binger Stadtbuslinien 601 und 604 an das restliche Stadtgebiet angeschlossen.